# عنكبوتينات ذئبية
العنكبوتينات الذئبية (الاسم العلمي: Lycosoidea) هي فوق فصيلة تتبع رتبة العناكب من شعيبة العنكبوتيات.

## التصنيف
- ذوات النتوء القصبي الخلف جانبي
  - العنكبوتينات الذئبية
    - فصيلة العناكب المتجولة
      - جنس الأعكب

    - فصيلة العناكب الكيسية
      - جنس الخدرنق

    - فصيلة العناكب الذئبية
      - جنس العنكبوت الذئب